# Elezioni comunali in Calabria del 2005
Le elezioni comunali in Calabria del 2005 si tennero il 3-4 aprile (con ballottaggio il 17-18 aprile).

## Provincia di Catanzaro

### Lamezia Terme
| Candidati                                                      | Candidati                    | II turno              | II turno              | I turno | I turno | Liste                          | Voti   | %     | Seggi |
| Candidati                                                      | Candidati                    | Voti                  | %                     | Voti    | %       | Liste                          | Voti   | %     | Seggi |
| -------------------------------------------------------------- | ---------------------------- | --------------------- | --------------------- | ------- | ------- | ------------------------------ | ------ | ----- | ----- |
|                                                                | Giovanni Speranza ✔️ Sindaco | 23 083                | 65,69                 | 19 293  | 44,82   | Democratici di Sinistra        | 5 064  | 12,30 | 5     |
| La Margherita                                                  | Giovanni Speranza ✔️ Sindaco | 23 083                | 65,69                 | 19 293  | 44,82   | 4 805                          | 11,67  | 5     |       |
| Federazione dei Verdi-Socialisti Democratici Italiani          | Giovanni Speranza ✔️ Sindaco | 23 083                | 65,69                 | 19 293  | 44,82   | 1 596                          | 3,88   | 1     |       |
| Città del Sole                                                 | Giovanni Speranza ✔️ Sindaco | 23 083                | 65,69                 | 19 293  | 44,82   | 1 431                          | 3,47   | 1     |       |
| UDEUR                                                          | Giovanni Speranza ✔️ Sindaco | 23 083                | 65,69                 | 19 293  | 44,82   | 1 430                          | 3,47   | 1     |       |
| Rifondazione Comunista                                         | Giovanni Speranza ✔️ Sindaco | 23 083                | 65,69                 | 19 293  | 44,82   | 824                            | 2,00   | –     |       |
| Centro Studi Regionale G. Lazzati                              | Giovanni Speranza ✔️ Sindaco | 23 083                | 65,69                 | 19 293  | 44,82   | 913                            | 2,22   | –     |       |
| Amo Lamezia i Girotondi (Comunisti Italiani-Italia dei Valori) | Giovanni Speranza ✔️ Sindaco | 23 083                | 65,69                 | 19 293  | 44,82   | 562                            | 1,36   | –     |       |
|                                                                | Giovanni Francesco Luzzo     | 12 058                | 34,31                 | 17 361  | 40,34   | Unione di Centro               | 9 733  | 23,63 | 9     |
| Forza Italia                                                   | Giovanni Francesco Luzzo     | 12 058                | 34,31                 | 17 361  | 40,34   | 5 834                          | 14,17  | 5     |       |
| Alleanza Nazionale                                             | Giovanni Francesco Luzzo     | 12 058                | 34,31                 | 17 361  | 40,34   | 2 307                          | 5,60   | 1     |       |
| Nuovo PSI                                                      | Giovanni Francesco Luzzo     | 12 058                | 34,31                 | 17 361  | 40,34   | 1 983                          | 4,81   | –     |       |
| Partito Repubblicano Italiano                                  | Giovanni Francesco Luzzo     | 12 058                | 34,31                 | 17 361  | 40,34   | 903                            | 2,19   | –     |       |
| Partito Liberale                                               | Giovanni Francesco Luzzo     | 12 058                | 34,31                 | 17 361  | 40,34   | 758                            | 1,84   | –     |       |
| Seggio di coalizione                                           | Seggio di coalizione         | Seggio di coalizione  | 34,31                 | 17 361  | 40,34   | 1                              |        |       |       |
|                                                                | Francesco Grandinetti        | Francesco Grandinetti | Francesco Grandinetti | 5 183   | 12,04   | Lamezia Provincia e Non Solo   | 2 202  | 5,35  | –     |
| Seggio di coalizione                                           | Seggio di coalizione         | Seggio di coalizione  | Francesco Grandinetti | 5 183   | 12,04   | 1                              |        |       |       |
|                                                                | Ugo Sarro                    | Ugo Sarro             | Ugo Sarro             | 1 205   | 2,80    | Rinascita di Lamezia Provincia | 733    | 1,78  | –     |
| Totale                                                         | Totale                       | 35 141                | 100                   | 43 042  | 100     |                                | 41 185 | 100   | 30    |
|                                                                |                              |                       |                       |         |         |                                |        |       |       |
| Fonte: Ministero dell'interno                                  |                              |                       |                       |         |         |                                |        |       |       |

## Provincia di Cosenza

### Acri
| Candidati                       | Candidati                   | II turno             | II turno          | I turno | I turno | Liste                   | Voti   | %     | Seggi |
| Candidati                       | Candidati                   | Voti                 | %                 | Voti    | %       | Liste                   | Voti   | %     | Seggi |
| ------------------------------- | --------------------------- | -------------------- | ----------------- | ------- | ------- | ----------------------- | ------ | ----- | ----- |
|                                 | Elio Coschignano ✔️ Sindaco | 6 935                | 50,33             | 6 589   | 44,53   | Democratici di Sinistra | 2 749  | 19,05 | 6     |
| L'Ulivo per Acri                | Elio Coschignano ✔️ Sindaco | 6 935                | 50,33             | 6 589   | 44,53   | 1 118                   | 7,75   | 2     |       |
| La Margherita                   | Elio Coschignano ✔️ Sindaco | 6 935                | 50,33             | 6 589   | 44,53   | 798                     | 5,53   | 1     |       |
| Comunisti Italiani              | Elio Coschignano ✔️ Sindaco | 6 935                | 50,33             | 6 589   | 44,53   | 754                     | 5,23   | 1     |       |
| Socialisti Democratici Italiani | Elio Coschignano ✔️ Sindaco | 6 935                | 50,33             | 6 589   | 44,53   | 465                     | 3,22   | 1     |       |
| Rifondazione Comunista          | Elio Coschignano ✔️ Sindaco | 6 935                | 50,33             | 6 589   | 44,53   | 422                     | 2,92   | 1     |       |
| Italia dei Valori               | Elio Coschignano ✔️ Sindaco | 6 935                | 50,33             | 6 589   | 44,53   | 259                     | 1,80   | –     |       |
| UDEUR                           | Elio Coschignano ✔️ Sindaco | 6 935                | 50,33             | 6 589   | 44,53   | 183                     | 1,27   | –     |       |
|                                 | Nicola Tenuta               | 6 845                | 49,67             | 6 598   | 44,59   | Unione di Centro        | 2 500  | 17,33 | 3     |
| Centro Moderato per la Città    | Nicola Tenuta               | 6 845                | 49,67             | 6 598   | 44,59   | 1 933                   | 13,40  | 2     |       |
| Forza Italia                    | Nicola Tenuta               | 6 845                | 49,67             | 6 598   | 44,59   | 1 100                   | 7,62   | 1     |       |
| Uniti con Tenuta                | Nicola Tenuta               | 6 845                | 49,67             | 6 598   | 44,59   | 691                     | 4,79   | –     |       |
| Alleanza Nazionale              | Nicola Tenuta               | 6 845                | 49,67             | 6 598   | 44,59   | 469                     | 3,25   | –     |       |
| Seggio di coalizione            | Seggio di coalizione        | Seggio di coalizione | 49,67             | 6 598   | 44,59   | 1                       |        |       |       |
|                                 | Salvatore Ferraro           | Salvatore Ferraro    | Salvatore Ferraro | 1 611   | 10,89   | Acri Nostra (A)         | 987    | 6,84  | –     |
| Seggio di coalizione            | Seggio di coalizione        | Seggio di coalizione | Salvatore Ferraro | 1 611   | 10,89   | 1                       |        |       |       |
| Totale                          | Totale                      | 13 780               | 100               | 14 798  | 100     |                         | 14 428 | 100   | 20    |
|                                 |                             |                      |                   |         |         |                         |        |       |       |
| Fonte: Ministero dell'interno   |                             |                      |                   |         |         |                         |        |       |       |

### San Giovanni in Fiore
| Candidati                       | Candidati                    | II turno             | II turno            | I turno | I turno | Liste                   | Voti   | %     | Seggi |
| Candidati                       | Candidati                    | Voti                 | %                   | Voti    | %       | Liste                   | Voti   | %     | Seggi |
| ------------------------------- | ---------------------------- | -------------------- | ------------------- | ------- | ------- | ----------------------- | ------ | ----- | ----- |
|                                 | Antonio Nicoletti ✔️ Sindaco | 5 846                | 55,13               | 5 938   | 49,36   | Democratici di Sinistra | 2 355  | 20,15 | 5     |
| Socialisti Democratici Italiani | Antonio Nicoletti ✔️ Sindaco | 5 846                | 55,13               | 5 938   | 49,36   | 1 766                   | 15,11  | 4     |       |
| La Margherita                   | Antonio Nicoletti ✔️ Sindaco | 5 846                | 55,13               | 5 938   | 49,36   | 1 743                   | 14,91  | 3     |       |
| Federazione dei Verdi           | Antonio Nicoletti ✔️ Sindaco | 5 846                | 55,13               | 5 938   | 49,36   | 662                     | 5,66   | 1     |       |
| Rifondazione Comunista          | Antonio Nicoletti ✔️ Sindaco | 5 846                | 55,13               | 5 938   | 49,36   | 432                     | 3,70   | –     |       |
| Comunisti Italiani              | Antonio Nicoletti ✔️ Sindaco | 5 846                | 55,13               | 5 938   | 49,36   | 311                     | 2,66   | –     |       |
|                                 | Antonio Barile               | 4 758                | 44,87               | 3 642   | 30,27   | Forza Italia            | 922    | 7,89  | 1     |
| Lista civica di centro-destra   | Antonio Barile               | 4 758                | 44,87               | 3 642   | 30,27   | 804                     | 6,88   | 1     |       |
| Unione di Centro                | Antonio Barile               | 4 758                | 44,87               | 3 642   | 30,27   | 686                     | 5,87   | 1     |       |
| Seggio di coalizione            | Seggio di coalizione         | Seggio di coalizione | 44,87               | 3 642   | 30,27   | 1                       |        |       |       |
|                                 | Gianteresio Vattimo          | Gianteresio Vattimo  | Gianteresio Vattimo | 1 439   | 11,96   | Vattimo per la Città    | 721    | 6,17  | –     |
| Seggio di coalizione            | Seggio di coalizione         | Seggio di coalizione | Gianteresio Vattimo | 1 439   | 11,96   | 1                       |        |       |       |
|                                 | Giovanni Greco               | Giovanni Greco       | Giovanni Greco      | 1 012   | 8,41    | Nuovo PSI (A)           | 1 286  | 11,00 | –     |
| Seggio di coalizione            | Seggio di coalizione         | Seggio di coalizione | Giovanni Greco      | 1 012   | 8,41    | 1                       |        |       |       |
| Totale                          | Totale                       | 10 604               | 100                 | 12 031  | 100     |                         | 11 688 | 100   | 20    |
|                                 |                              |                      |                     |         |         |                         |        |       |       |
| Fonte: Ministero dell'interno   |                              |                      |                     |         |         |                         |        |       |       |

## Provincia di Vibo Valentia

### Vibo Valentia
|                                 | Francesco Mario Sammarco ✔️ Sindaco | 14 432               | 65,13 | La Margherita              | 4 239  | 19,54 | 9  |  |  |
| Democratici di Sinistra         | Francesco Mario Sammarco ✔️ Sindaco | 14 432               | 65,13 | 2 698                      | 12,44  | 6     |    |  |  |
| UDEUR                           | Francesco Mario Sammarco ✔️ Sindaco | 14 432               | 65,13 | 1 960                      | 9,04   | 4     |    |  |  |
| Socialismo è Libertà            | Francesco Mario Sammarco ✔️ Sindaco | 14 432               | 65,13 | 1 372                      | 6,32   | 3     |    |  |  |
| Socialisti Democratici Italiani | Francesco Mario Sammarco ✔️ Sindaco | 14 432               | 65,13 | 1 141                      | 5,26   | 2     |    |  |  |
| Federazione dei Verdi           | Francesco Mario Sammarco ✔️ Sindaco | 14 432               | 65,13 | 1 096                      | 5,05   | 2     |    |  |  |
| Rifondazione Comunista          | Francesco Mario Sammarco ✔️ Sindaco | 14 432               | 65,13 | 717                        | 3,31   | 1     |    |  |  |
| Progetto Calabrie               | Francesco Mario Sammarco ✔️ Sindaco | 14 432               | 65,13 | 438                        | 2,02   | –     |    |  |  |
| Socialdemocrazia                | Francesco Mario Sammarco ✔️ Sindaco | 14 432               | 65,13 | 433                        | 2,00   | –     |    |  |  |
|                                 | Martino Valerio Grillo              | 7 174                | 32,38 | Alleanza Nazionale         | 2 470  | 11,39 | 4  |  |  |
| Unione di Centro                | Martino Valerio Grillo              | 7 174                | 32,38 | 2 349                      | 10,83  | 4     |    |  |  |
| Forza Italia                    | Martino Valerio Grillo              | 7 174                | 32,38 | 1 852                      | 8,54   | 3     |    |  |  |
| Democrazia Cristiana            | Martino Valerio Grillo              | 7 174                | 32,38 | 528                        | 2,43   | 1     |    |  |  |
| Seggio di coalizione            | Seggio di coalizione                | Seggio di coalizione | 32,38 | 1                          |        |       |    |  |  |
|                                 | Francesco Carchedi                  | 553                  | 2,50  | Nuovo PSI-Partito Liberale | 440    | 2,03  | –  |  |  |
| Totale                          | Totale                              | 22 159               | 100   |                            | 21 693 | 100   | 40 |  |  |
|                                 |                                     |                      |       |                            |        |       |    |  |  |
| Fonte: Ministero dell'interno   |                                     |                      |       |                            |        |       |    |  |  |